# Haroldo Lara
Haroldo de Melo Lara (Santos, 9 de junho de 1934 — Santos, 4 de janeiro de 2015) foi um nadador  e cantor lírico brasileiro. 

## Trajetória esportiva
Haroldo Lara começou a nadar no Saldanha da Gama e se especializou na prova dos 100 metros nado livre. Tinha o hábito de cantar no chuveiro após os treinos.
Foi campeão paulista, brasileiro e sul-americano no período entre 1949 e 1956, estabelecendo diversos recordes nos 100, 200 e 400 metros livre. Foi tricampeão da Travessia do Canal a Nado de Santos.
Participou dos Jogos Olímpicos de Verão de 1952 em Helsinque, onde nadou a prova dos 100 metros nado livre, ficando com o quinto melhor tempo, e o revezamento 4x200 metros nado livre.
Também participou dos Jogos Olímpicos de Verão de 1956 em Melbourne, ficando com o quarto lugar nos 100 metros livre.

## Cantor lírico
Dono de uma voz de timbre privilegiado, foi descoberto pelo governo italiano durante uma apresentação informal na Austrália em 1957, recebendo convite para estudar canto lírico no Conservatório Santa Cecília, em Roma; abandonou então a natação e iniciou a carreira de cantor. Para se sustentar em Roma, dava aulas de natação. Apresentou-se em todo o mundo.
Morou nos Estados Unidos por doze anos e, depois, retornou à Itália. Em 2004, recebeu o título honorário de Cavalieri della Repubblica do governo italiano, por sua contribuição para a música clássica. 

## Morte
Haroldo morreu aos 80 anos, vítima de complicações de um AVC. Seu sepultamento ocorreu no dia 5 de janeiro, na Memorial Necrópole Ecumênica.